# Fritz Stotmeister
Fritz Stotmeister (* 26. Mai 1927 in Villingen; † 21. April 2022) war ein deutscher Unternehmer.

## Leben
Fritz Stotmeister legte kriegsbedingt 1943 das Notabitur ab. Er wurde zum Arbeitsdienst als Luftwaffenhelfer zur Wehrmacht verpflichtet. 1945 geriet er in Kriegsgefangenschaft. Nach Rückkehr trat er in den von seinem Vater Wilhelm Stotmeister gegründeten Familienbetrieb Cement- und Kalkwerk Weizen Stotmeister & Cie. ein. Ein Architekturstudium war ihm wegen des geltenden Numerus clausus verwehrt.
Mitte der 1950er Jahre konnte der Familienbetrieb mit drei Mitarbeitern als Lizenznehmer für einen neuartigen organisch gebundenen Putz auf eine neue wirtschaftliche Basis gestellt werden. 1962 erfolgte die Umfirmierung zur Stotmeister & Co. Farben- und Baustoff-KG und in der Folge der Aufbau des südbadischen Bauzulieferers Sto in Weizen mit dem Premiumprodukt StoTherm Classic. Er baute den regionalen Putz- und Farbenhersteller zu einer international führenden Unternehmensgruppe aus, mit 50 Tochtergesellschaften in 38 Ländern und über 5700 Mitarbeitern.
1988 erfolgte die Umwandlung in die Aktiengesellschaft Sto AG, 2013 auch der Sto SE & Co. KGaA. Sein Sohn Jochen Stotmeister übernahm die Leitung und Fritz Stotmeister wurde Vorsitzender, ab 2002 Ehrenvorsitzender, des Aufsichtsrates. 2002 ging er in den Ruhestand. Vorher ließ er den neuen Firmensitz von den Stararchitekten James Stirling und Michael Wilford planen und ausführen.
Stotmeister engagierte sich im Verband der deutschen Lackindustrie (VdL) und war Vorstand der Bezirksgruppe Baden-Württemberg (1967–1992), stellvertretender Vorsitzender des VdL-Beirats Baden-Württemberg (1982–1989) und Vorstandsmitglied des VdL auf Bundesebene (1989–1995), seit 1995 als Ehrenmitglied.
Er engagierte sich unter anderem ehrenamtlich für die Krebsnachsorge für Kinder der Nachsorgeklinik Tannheim gem. GmbH in Villingen-Schwenningen. Für sein Engagement um das Gemeinwohl wurde er 1992 mit dem Verdienstorden der Bundesrepublik Deutschland (Verdienstkreuz am Bande) ausgezeichnet sowie zum Ehrenbürger der Stadt Stühlingen ernannt. 2005 gründete er die Sto-Stiftung, die sich für den Nachwuchs im Handwerk und in der Architektur engagierte. Er ist Namensgeber der Fritz-Stotmeister-Straße in Stühlingen–Weizen.
Fritz Stotmeister war ab 1948 mit Ingeborg († 2. September 1979) verheiratet; aus der Ehe stammten vier Kinder. Ab 1983 war er mit seiner zweiten Frau Inge († 9. Februar 2014) verheiratet. Er starb im April 2022 im Alter von 94 Jahren am Bodensee, wo er zuletzt in Öhningen auf der Halbinsel Höri lebte.